# Гюэль, Жан-Поль
Жан-Поль Гюэль (фр. Jean-Paul Guhel) — фигурист из Франции, серебряный призёр чемпионата мира 1962 года, чемпион Европы 1962 года, девятикратный чемпион Франции 1954—1962 годов в танцах на льду (четырежды с Фанни Бессон, пять раз с Кристиан Гюэль).
Жан Поль Гюэль выступал в паре с Кристиана Дювуа, Фанни Бессон и Кристиан Гюэль.

## Спортивные достижения
(с Кристиана Дювуа)
| Соревнования/Сезоны | 1953 |
| ------------------- | ---- |
| Чемпионаты Франции  | 2    |

(с Фанни Бессон)
| Соревнования/Сезоны | 1954 | 1955 | 1956 | 1957 |
| ------------------- | ---- | ---- | ---- | ---- |
| Чемпионаты Франции  | 1    | 1    | 1    | 1    |

(с Кристиан Гюэль)
| Соревнования/Сезоны | 1958 | 1959 | 1960 | 1961 | 1962 |
| ------------------- | ---- | ---- | ---- | ---- | ---- |
| Чемпионаты мира     | 6    | 6    | 3    | *    | 2    |
| Чемпионаты Европы   | 4    | 3    | 2    | 2    | 1    |
| Чемпионаты Франции  | 1    | 1    | 1    | 1    | 1    |

- (*) Чемпионат был отменён из-за авиакатастрофы 15 февраля 1961 года